# Indian Village (Indiana)
Indian Village es un pueblo ubicado en el condado de St. Joseph en el estado estadounidense de Indiana. En el Censo de 2010 tenía una población de 133 habitantes y una densidad poblacional de 576,98 personas por km².

## Geografía
Indian Village se encuentra ubicado en las coordenadas 41°42′52″N 86°13′56″O / 41.71444, -86.23222. Según la Oficina del Censo de los Estados Unidos, Indian Village tiene una superficie total de 0.23 km², de la cual 0.23 km² corresponden a tierra firme y (0%) 0 km² es agua.

## Demografía
Según el censo de 2010, había 133 personas residiendo en Indian Village. La densidad de población era de 576,98 hab./km². De los 133 habitantes, Indian Village estaba compuesto por el 90.98% blancos, el 4.51% eran afroamericanos, el 0% eran amerindios, el 1.5% eran asiáticos, el 0% eran isleños del Pacífico, el 0% eran de otras razas y el 3.01% pertenecían a dos o más razas. Del total de la población el 0% eran hispanos o latinos de cualquier raza.